# C.J. Cron
Christopher John Cron (ur. 5 stycznia 1990) – amerykański baseballista występujący na pozycji pierwszobazowego i jako designated hitter w Tampa Bay Rays.

## Przebieg kariery

### College
W czerwcu 2008 został wybrany w 44. rundzie draftu przez Chicago White Sox, jednak nie podpisał kontraktu z organizacją tego klubu, gdyż zdecydował się podjąć studia na University of Utah, gdzie w latach 2009–2011 grał w drużynie uniwersyteckiej Utah Utes. Jako pierwszoroczniak był liderem w zespole pod względem liczby uderzeń (83), double'ów (19), home runów (11) i RBI (58). W 2011 uzyskał najlepszy w NCAA wskaźnik slugging percentage (0,803) oraz on-base plus slugging percentage (1,320) i został wybrany przez magazyn Baseball America do pierwszego składu All American.

### Minor League Baseball
W czerwcu 2011 został wybrany w pierwszej rundzie draftu z numerem siedemnastym przez Los Angeles Angels of Anaheim. Zawodową karierę rozpoczął w Orem Owlz (poziom Rookie), następnie w 2012 grał w Inland Empire 66ers (Class A-Advanced), gdzie uzyskał średnią 0,293, zdobył 27 home runów, zaliczył 123 RBI i został wybrany najlepszym debiutantem California League. Sezon 2013 spędził w Arkansas Travellers (Double-A), a w lipcu reprezentował klub w All-Star Futures Game. W styczniu 2014 został zaproszony do składu Los Angeles Angels of Anaheim na występy w spring training, jednak po jego zakończeniu został odesłany do Salt Lake Bees (Triple-A).

### Major League Baseball
W Major League Baseball zadebiutował 3 maja 2014 w meczu przeciwko Texas Rangers, w którym zaliczył 3 odbicia na 5 podejść, w tym double'a i dwukrotnie RBI single. Pierwszego home runa zdobył tydzień później w meczu z Toronto Blue Jays. 2 lipca 2016 w spotkaniu z Boston Red Sox na Fenway Park, wygranym przez Angels 21–2 zaliczył 6 odbić na 6 podejść, w tym 2 home runy.
17 lutego 2018 w ramach wymiany zawodników przeszedł do Tampa Bay Rays.